# Vitteneskatten

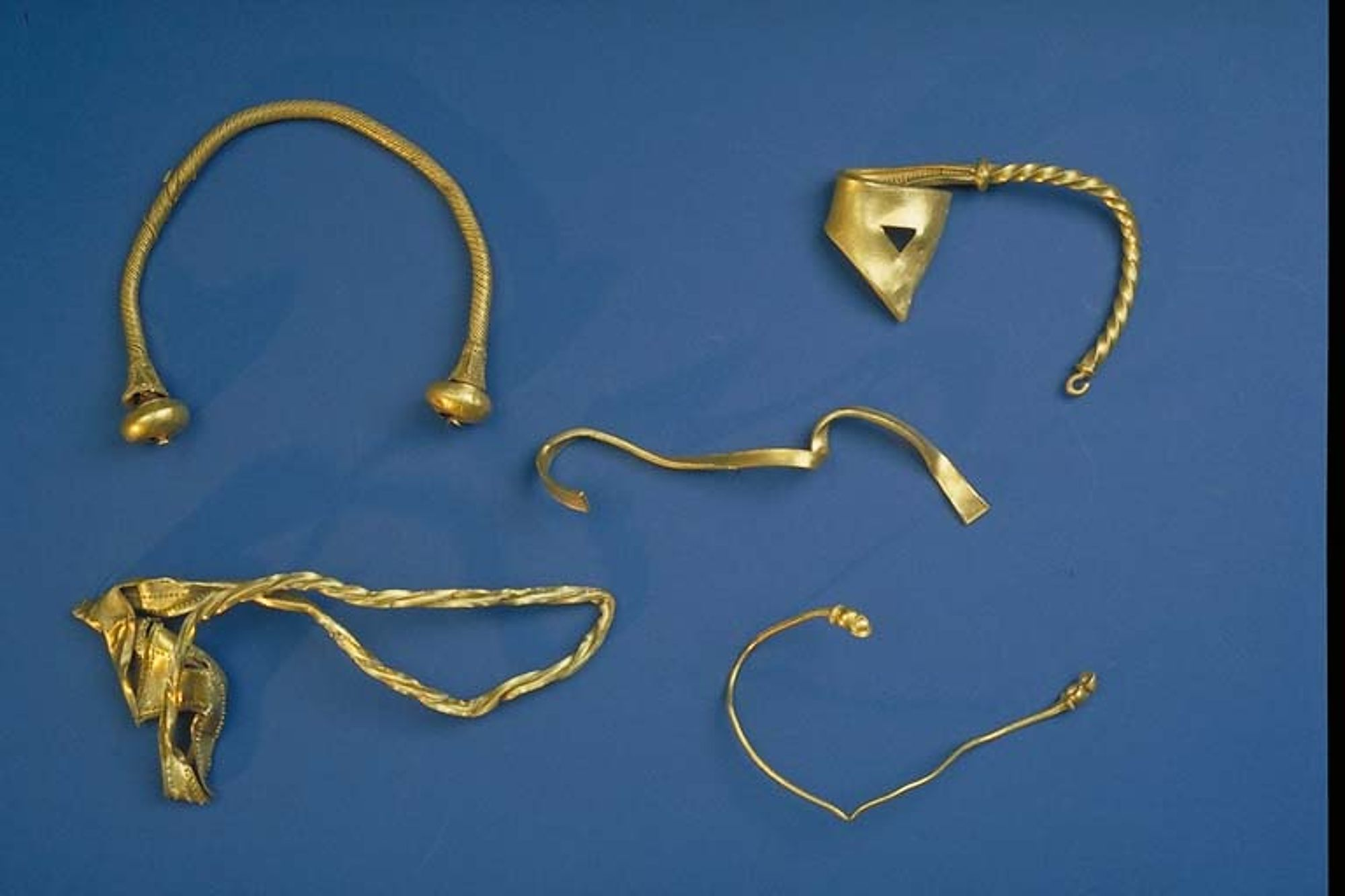
Vitteneskattens fem guldföremål, fotograferade på SHM.

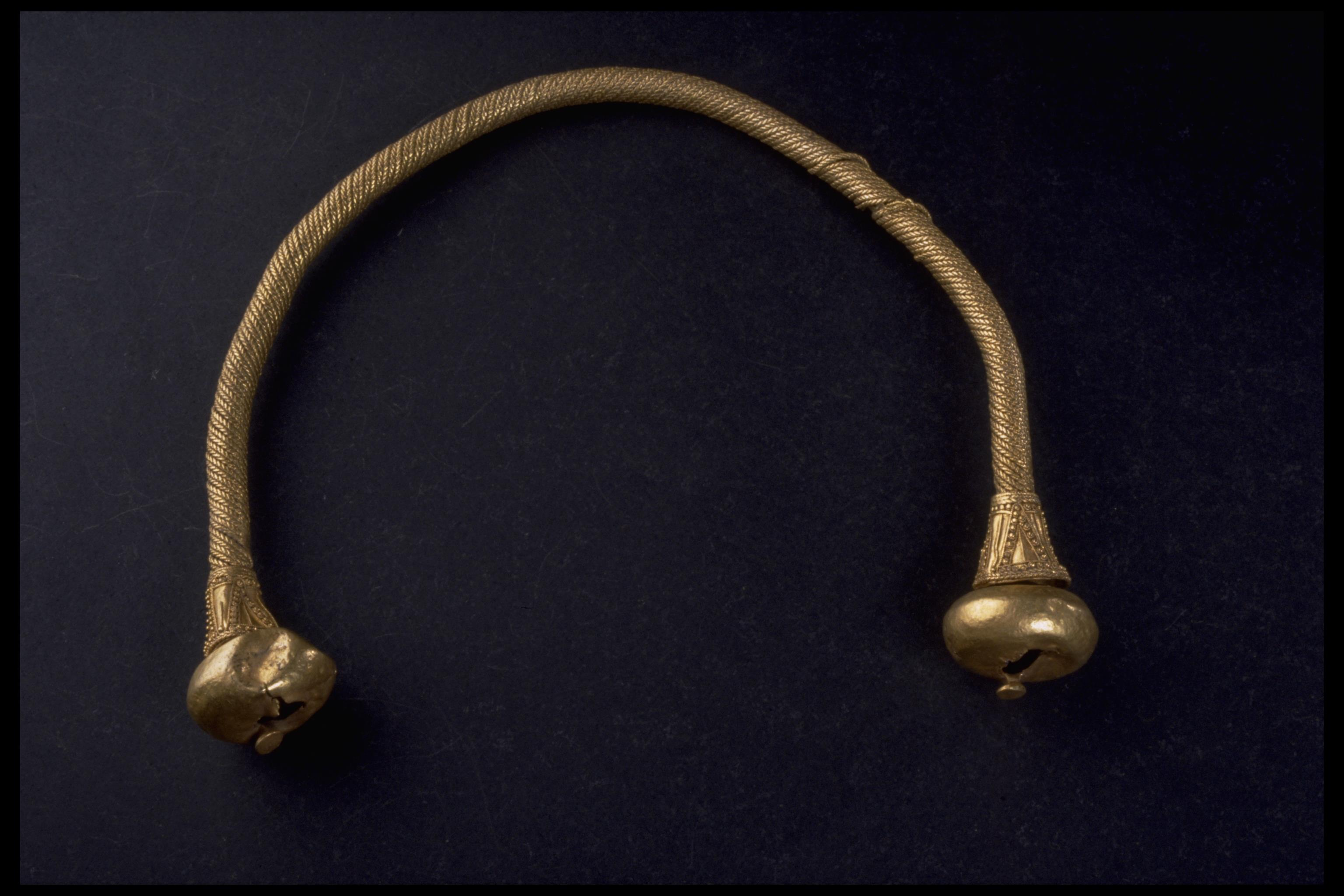
Guldhalsring, så kallad Torquesring, det första fyndet i Vitteneskatten

Vitteneskatten är Sveriges till vikten tredje största guldskatt, bestående av fyra och en halv guldring på sammanlagt 1,9 kg,  funnet vid Vittene, Norra Björke socken, i Trollhättans kommun söder om  Hunneberg. Skatten finns nu i Guldrummet på Historiska Museet i Stockholm. 
En halsring av guld hittades av privatpersoner sensommaren 1990, och när fyndet blev känt för arkeologer hösten 1995 hittades resten av skatten. I samband med avsökning av området hittades ytterligare fynd av en boplats  från järnåldern, vilken också har utforskats av arkeologer under benämningen Vitteneprojektet 1997–1999, samt ett intilliggande gravfält 1997–2001.  Området är numera tillgängligt genom en 3,5 km lång kulturled, som var utbyggd 2009.

## Inledning
På sensommaren 1990 stötte Asta och Tapio Lund på ett metallföremål vid arbete i sin trädgård i Vittene utanför Trollhättan. Då föremålet uppfattades som en förböjd gardinstång hängdes det in i städgarderoben och glömdes bort. Fem år senare kom Tapio åter att tänka på fyndet, efter samtal om egendomligheter med arbetskamraterna på sin arbetsplats. Efter att ha konfererat med arbetskamraterna om fyndet, och bekräftelse från guldsmed att föremålet var av guld, beslöt han att ringa arkeologerna på Lödöse museum och sensationen var ett faktum. 
Föremålet visade sig vara en halsring av så kallad torquestyp. Karaktäristiskt för ringtypen är de stora släta ändknopparna med låsanordning, avsedda att hänga framtill på halsen. Ringtypen dateras till århundradena kring Kristi födelse. En liknande halsring, Havorringen, har hittats i Sverige men den stals på 1980-talet, och  därför är Vitteneringen nu unik i sitt slag i Sverige.
Förutom Havorringen har ett fynd av torquesring gjorts i Dronninglund på Jylland, och två i Svarta havsområdet.

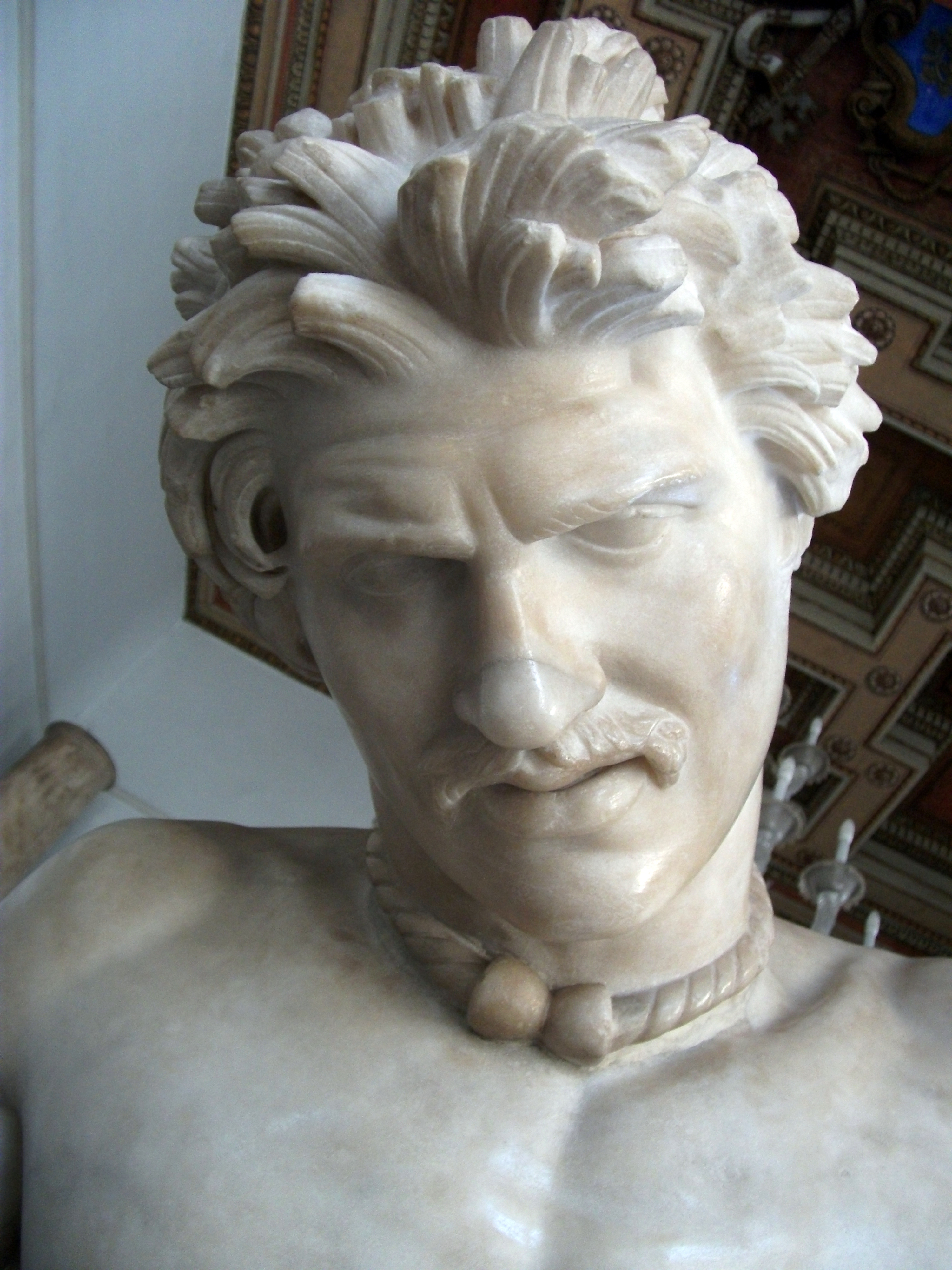
Närbild av skulpturen "Den döende gallern" som visar hur en torquesring användes. Från Kapitolinska museerna i Rom

### Ytterligare fynd
I oktober 1995 startades utgrävning i fyndområdet. Fynd gjordes av boplatslämningar i form av kulturlager, stolphål med mera på ett cirka 100x100 meter stort område. Dessutom hittades en kraftigt demolerad guldhalsring, bestående av en spiralvriden ten där ändarna möts i två motställda triangulära frontplattor. Endast ett motsvarande fynd har gjorts tidigare, i Danmark. Sannolik datering på halsringen är 100-talet e.Kr.
Under avsökning av området med metalldetektor hittades en guldarmring och ett tenliknande halvfabrikat i november 1995. Armringen är av typen ormhuvudring, där endast fyra av typen har hittats tidigare, två i Sverige, en i Danmark och en i Slovakien. Trolig datering är 100-talet e.Kr.
Dagen därpå gästades grävplatsen av personer från De Bornholmske Amatørarkæologer i Danmark. Vid fortsatt avsökning hittade de en tredje halsring. Denna hade likheter med ring nummer två, med triangulär frontplatta, men för Vittenefynden ny dekortyp bestående av inpunsade cirklar begränsade av inristade linjer. Ringen är tänkt att länkas samman med ytterligare en del, och är ensam i sitt slag i Skandinavien. Trolig datering är slutet av 100-talet.

## Vitteneprojektet
För att få försöka få svar på frågor som väckts i samband med fynden skapades Vitteneprojektet under senvintern 1996 som ett samarbete där Älvsborgs Länsmuseum, Statens historiska museum och Arkeologiska institutionen vid Göteborgs universitet var huvudmän. Det man hoppades få veta, var varför guldringarna hade hamnat just i Vittene. Samt vilken funktion och betydelse som platsen hade haft vid tiden för tillverkningen av guldringarna.
Boplatsundersökning av området kring de tidigare funna stolphålen utfördes under åren 1996-1999, och parallellt utfördes undersökning av ett järnåldersgravfält cirka 300 meter från boplatsen under åren 1997-2000.
Fynden från boplatsen visade förutom vardagliga föremål, även på keramikskärvor från keramik som tillverkats på kontinenten, troligen i Mainzområdet. Dessa var formpressade, vilket är en tillverkningsmetod som inte användes i Göta älv-Vänerområdet vid denna tid, vilket gör keramiken sällsynt och bör ha haft en speciell betydelse för människorna i Vittene. Ett fynd gjordes av en denar, ett romerskt silvermynt, från kejsar Vespasianus tid cirka 70 e.Kr. Det som gjort fyndet ovanligt är att myntet är falskt, med en försvinnande liten silverhalt.
I det näraliggande gårdsgravfältet har under projektet cirka 40 gravar undersökts. Fynd ifrån gravarna gör det möjligt att tidsmässigt knyta dessa till boplatsen under äldre järnåldern, även om vissa delar av gravfältet återanvänts under yngre järnåldern.